# Real Alternative
Real Alternative est un pack de codecs qui permet de lire des fichiers RealMedia sous Microsoft Windows sans avoir à installer RealPlayer. Le pack fonctionne avec n'importe quel lecteur compatible avec les filtres DirectShow, comme Media Player Classic. Ce dernier est inclus dans le pack. Real Alternative est conçu par KL Software grâce à Real Media Splitter, un filtre vidéo open-source, ainsi que les codecs Real Media.
Real Alternative est inclus dans de nombreux packs de codecs. Les utilisateurs qui le préfèrent au lecteur officiel RealPlayer justifient souvent leur préférence par les défauts de ce dernier.

## Aspect Légal
KL Software a en fait simplement re-packagé des DLL sous copyright, et les distribue sans permission, ce qui fait dire à Karl Lillevold de RealNetworks qu'il pense que ce pack de codecs est illégal. Toutefois, aucune action en justice n'a été intentée à KL Software par RealNetworks.

## Limites
Real Alternative est incapable de fournir certaines fonctions du RealPlayer original. Quelques fichiers, comme les .smi et .smil, ne permettent de voir que la première partie du clip. Le Real Time Streaming Protocol (rtsp://) ne fonctionne pas dans les lecteurs DirectShow (exemple : Windows Media Player). Ces problèmes ont été corrigés dans les dernières versions.